# 2008年泰国政治危机
2008年泰國政治危機肇始于2008年8月26日清晨爆發的大規模反政府示威；泰國總理沙馬·順達衛9月2日早上宣布緊急狀態令。此事件導致最終由人民民主聯盟支持的民主黨聯合小黨上台執政。

## 源由

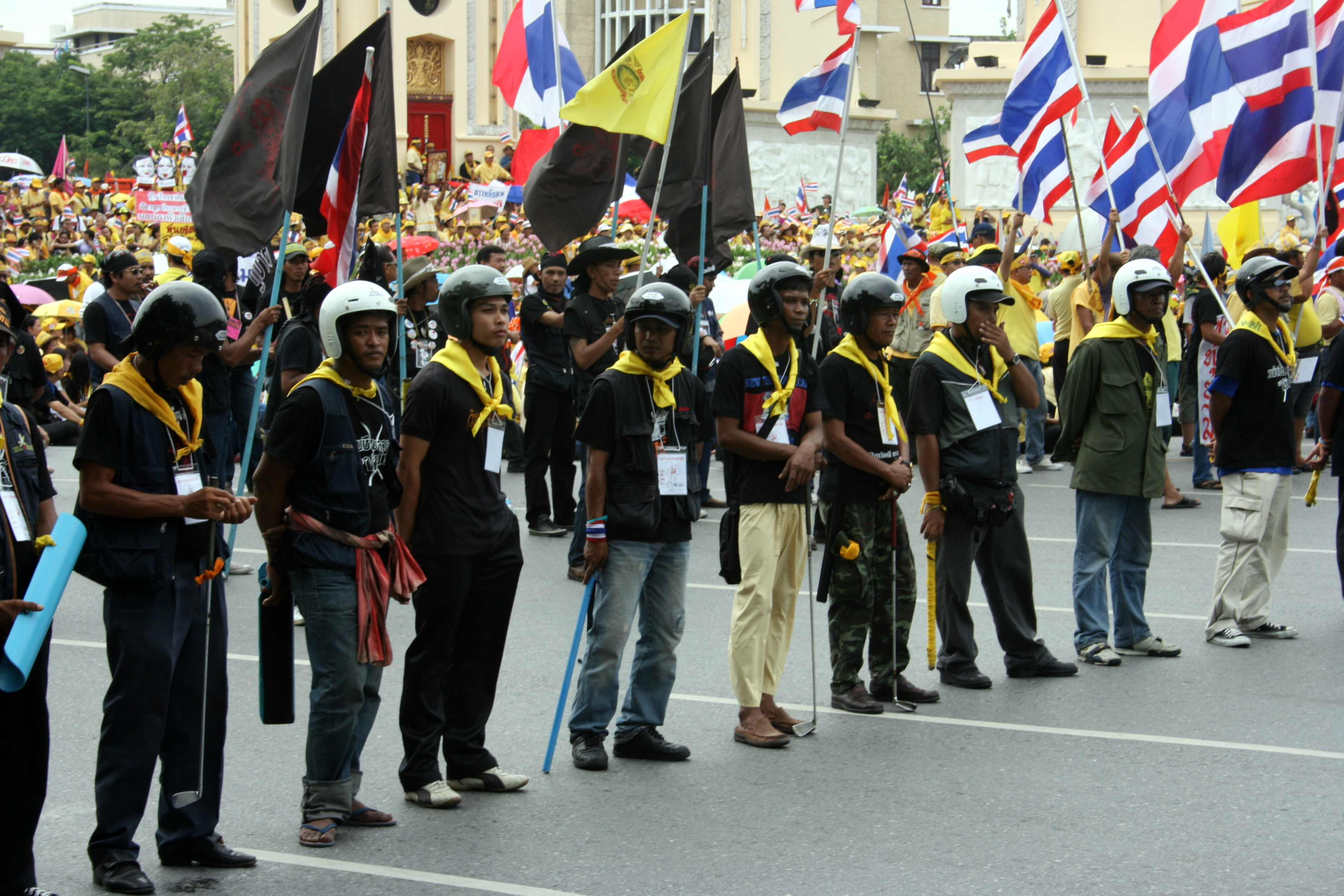
泰國警民對峙

2006年，泰國發生軍事政變後，軍方的頌提接管泰國政權，而前總理他信所創立的泰愛泰黨也被勒令解散。
2007年12月23日，以沙馬·順達衛為首的人民力量黨在泰國國會大選中大勝外，並可以籌組組閣。翌年1月28日，沙馬在泰國下議院中獲選為泰國總理。
反對派人民民主聯盟表示在2008年2月由沙馬所組成的聯合政府是被指控涉及貪污潛逃的泰國前首相他信的「代理人」，並試圖以修改憲法協助他信脫罪。
泰国和柬埔寨对柏威夏寺所属权一直存在历史争议。2008年6月柬埔寨将柏威夏寺庙本身申遗，得到沙玛政府签字。使柬埔寨在7月申遗成功，从而激發泰国内矛盾。

## 時序
泰國反對派人民民主聯盟的支持者（經常著黃上衣，俗稱黃衫軍）早在2008年5月已經開始一直上街示威，反對總理沙馬執政，及至同年8月26日爆發反政府大型示威。

### 第1日
泰國反對派人民民主聯盟號召10萬示威者在泰國時間2008年8月26日早上7時開始集會及上街，但反對派的支持者早在8月25日在曼谷多個政府部門外集會示威，要求總理沙馬下台。

### 第2日
在8月26日早上5時30分，一批手持利刀、槍、鐵棒、高爾夫球球棍的示威者兩度攻入國營電視台NBT，並且驅逐在電視台工作的150名職員，因而導致該電視台中斷廣播數個小時，示威人士高呼這是人民革命日，曼谷警方其後拘捕了80人。同一時間，示威人士堵塞三條通往首都曼谷的主要公路外，3萬5千人圍攻泰國總理府、財政部、交通部和農業部等部門的政府大樓，阻止泰國公務員入內上班，導致有關政府部門運作癱瘓；而泰國內閣會議也要改到泰國軍方總部舉行，泰國總理沙馬在軍方總部召開內閣會議時表示：「他們想國家浴血。他們想軍方介入發動政變。」但軍頭包賈達表明：「軍方不會發動政變。公眾毋須恐慌。軍隊不會干預政治。」。當日下午2時30分，示威者更潛進併佔領總理府；而警方向示威者表示要在傍晚6時撤離總理府，但及後一直沒有動作。

### 第3日
8月27日凌晨3時，1千名防暴警察進駐泰國總理府，用警棍驅趕在場8千名的示威人士；雙方隨即發生衝突，事件中導致15人受傷。當日早上，泰國的刑事法庭發出拘捕令，緝拿名單包括林明達（Sondhi Limthongkul）和詹龍（Chamlong Srimuang）在內的九名示威領袖，法庭表示會控以他們非法集會、蔑視警方命令、陰謀顛覆政府和叛國罪，當中以叛國罪的指控最嚴重，罪成可判死刑。沙瑪隨即下令警方一定要在當晚清場，即使動武也在所不惜，但示威人士仍不願離去。

### 第4日
曼谷民事法庭在8月28日清晨發出指令，下令示威人士立即撤離泰國總理府，並停止封鎖總理府所有道路，但示威者未有遵循法庭的命令，並用卡車擋住總理府大門，又在總理府外圍佈下有倒鉤的鐵絲網和車胎等障礙物，並設置檢查站，對進入總理府的人士進行搜身，數以千計中年婦人在20名示威領袖周圍組成多道人鏈，誓死阻止曼谷警方入內拘捕領袖。

### 第5日
人民民主聯盟在8月29日率先在南部發難，5千名示威人士在下午2時開始封鎖出入布吉國際機場的公路，及以闖入停車場和飛機跑道導致機場無法運作，幾千名旅客滯留在機場內。同一時間，另外有500人封鎖通往合艾（Hat Yai）和甲米（Krabi）機場的公路，泰國當局最終關閉了布吉、合艾和甲米三個機場；也有示威人士也部署在清邁和清萊堵塞前往機場的公路，兩個機場因而提升警戒級別至三級。

### 第6日
泰國鐵路工人率先在8月30日響應人民民主聯盟的號召，248名火車司機和工程師集體請病假兩天，導致曼谷和泰國全國30%的火車停駛。泰國航空工會主席素克觸也呼籲1萬5千名會員請病假兩天。國營電力局和水務局也醞釀罷工。由於在可見的局勢會失控情況下，沙瑪和軍方召開緊急會議，會上沙瑪提出軍方是否支持他頒佈緊急狀態令，陸軍總司令阿努蓬（Anupong Paochinda）表明拒絕動員軍隊，並敦促沙瑪考慮辭職或解散國會提前大選。當天晚上，有2千名示威人士攻擊曼谷的警察總部，警方要發射催淚彈鎮壓。
沙瑪在同日去信泰國國會主席兼泰國下議院議長要求國會兩院召開緊急聯席會議，尋求和平解決當前危機的辦法。同日，泰國公主詩琳通（Maha Chakri  Sirindhorn）也擔心警民對峙局勢最終演變成流血衝突，要求紅十字會作好最壞準備，安排好緊急醫療隊伍、預備好藥物、救護車和緊急流動通訊儀器，一旦有流血衝突，可即時出動救人。

### 第7日
9月1日清晨，泰國總理府附近一個警察更亭發生爆炸，更亭玻璃窗損毀，無受傷報告，亦無人宣稱對事件負責。在南部的反對派領袖警告，當沙馬實施全國緊急狀態令時會封鎖南部地區7個機場。

### 第8日
數千名支持政府人士手持利刀和棍棒在9月2日凌晨從王家田廣場逼向位於首相府的反政府示威人士，在途經反政府示威者設在馬卡萬橋的集會點時爆發大規模激烈衝突。事件造成最少3人死亡，20多人受傷。衝突發生後，警方增強警力外，並把衝突雙方分隔離開來；半小時後更加要求軍隊增援。泰國陸軍司令阿努蓬派出四個連合共400名軍人出動增援。軍方增援後，大規模衝突已經被制止；及至早上，曼谷市面已經平靜。衝突發生幾小時後，沙馬宣布曼谷進入緊急狀態，授權陸軍司令制止任何集會及驅逐任何人士離開任何地點；及後發表全國講話中表示泰國的緊急狀態令不會持續超過數天。而反政府示威者領袖松迪就呼籲5,000名示威者繼續留守政府總部。
人民民主聯盟南部的支持人士在早上已經封鎖通向合艾國際機場的通道，是事件中的第二次；曼谷供電局工會向陸軍司令阿努蓬提出3項要求，包括總理辭職、解散國會及下議院以及軍方接管政府，否則將在翌日停止向泰國國防部供電；阿努蓬及後在回應中指出軍方不會以武力驅散示威者，及排除發動政變的可能性。
泰國選舉委員會在下午指人民力量黨涉及買票，建議該黨將執政黨解散。泰國司法部長辦公室將會進行複核，若同意選委會的意見，就會要求憲法法庭把該黨解散，令泰國局勢增加不明朗因素。

### 第9日
泰國多個工會本意在9月3日發起全國性罷工行動，在當地時間早上10時開始，但只有少數人響應這次活動，因而未有引起混亂。泰國傳媒在晚上引述政府消息指出在翌日早上8時發表全國講話，並預計沙瑪會宣布辭去首相一職；另一方面，泰國外長德汶納向首相沙瑪請辭並獲接受。同天大約由500人示威者佔領了泰國南部春蓬府的市政廳，並要求沙馬首相辭職。

### 第10日
泰國總理沙瑪在9月4日早上8時30分發表全國電台演說，演說中表示不會下台或辭去總理的職務，並會盡作為總理的職責去管治泰國。隨後，泰國內閣官員在軍方總部召開緊急會議；根據文化部長透露內閣同意以公投形式由泰國人民決定總理去留問題，而沙瑪已同意。